# Buffalo '66
Buffalo '66 es una película de carretera y comedia dramática 1998, escrita y dirigida por Vincent Gallo, es semiautobiográfica y su debut como director. Gallo y Christina Ricci son los protagonistas, y el reparto se completa con Mickey Rourke, Rosanna Arquette, Ben Gazzara y Anjelica Huston. Gallo también compuso gran parte de la música para la película.
Esta película es mitad comedia y mitad drama; la fría actitud del protagonista, Billy, y sus despectivos recuerdos son en ocasiones compensados por divertidos diálogos y humor negro e irónico. Buffalo '66 es una película independiente con una visión sucia y minimalista; tiene un estilo visual apagado y descolorido gracias al uso del formato 35 mm diapositiva y 16 mm para los flashbacks. La revista Empire colocó a esta película en el puesto número 36 en su lista de las mejores películas independientes de todos los tiempos.
La película fue rodada en la ciudad neoyorkina de Búfalo y el título se refiere al equipo de fútbol americano de los Buffalo Bills, que no ha ganado un campeonato desde 1965. La trama incluye referencias indirectas a la estrecha derrota de los Bills ante los New York Giants en la Super Bowl XXV, que se decidió por un gol de campo fallido.

## Argumento
Habiendo pasado cinco años en prisión por un crimen que no cometió, lo primero que hace el desesperado Billy Brown (Vincent Gallo) después de haber sido liberado es buscar algo que lo alivie. Para impresionar a sus negligentes e ignorantes padres, Billy secuestra a una estudiante de danza llamada Layla (Christina Ricci) y la obliga a hacerse pasar por su esposa.

## Reparto
- Vincent Gallo - Billy Brown
- Christina Ricci - Layla
- Ben Gazzara - Jimmy Brown
- Mickey Rourke - The Bookie
- Rosanna Arquette - Wendy Balsam
- Jan-Michael Vincent - Sonny
- Anjelica Huston - Jan Brown
- Kevin Pollak - Comentarista deportivo
- Kevin Corrigan - Rocky el tonto